# Lars Börgeling
Lars Börgeling (16 aprile 1979) è un ex astista tedesco.

## Palmarès

### Coppa del mondo
- 1 medaglia:
  - 1 bronzo (Madrid 2002)

### Europei
- 1 medaglia:
  - 1 argento (Monaco di Baviera 2002)

### Europei indoor
- 1 medaglia:
  - 1 bronzo (Vienna 2002)

### Mondiali under 20
- 1 medaglia:
  - 1 argento (Annecy 1998)

### Europei under 23
- 2 medaglie:
  - 1 oro (Amsterdam 2001)
  - 1 argento (Göteborg 1999)

### Europei under 20
- 1 medaglia:
  - 1 oro (Lubiana 1997)

## Altre competizioni internazionali
2004
- Coppa Europa di atletica leggera ( Bydgoszcz)